# Gmach Sądu Krajowego w Poznaniu

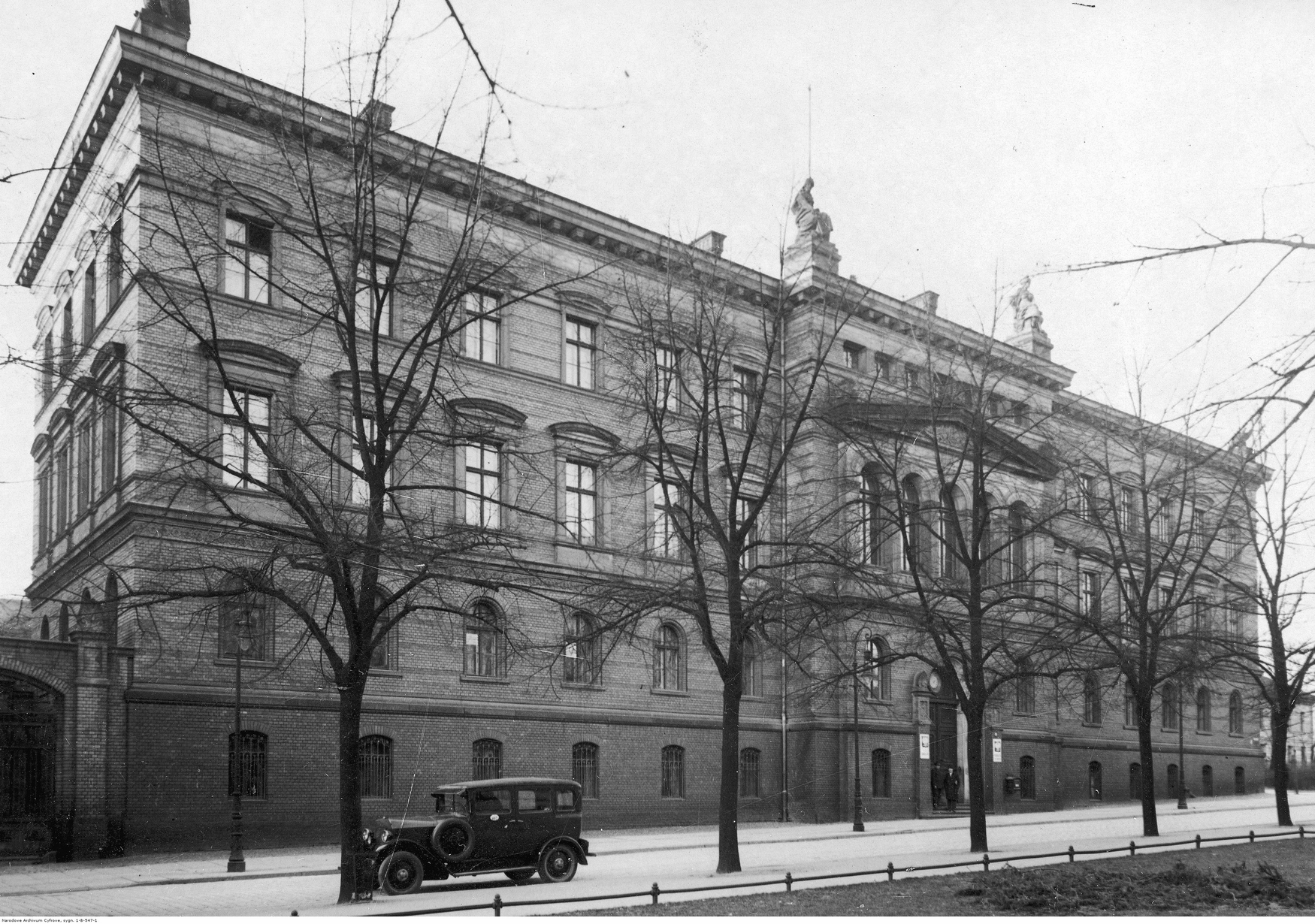
Gmach sądu w latach 1932–1939

Gmach Sądu Krajowego w Poznaniu – gmach Sądu Krajowego (niem. Königliches Landgericht in Posen) usytuowany przy zachodniej pierzei Alei Karola Marcinkowskiego, na rogu z ul. Solną w Centrum Poznania. Zniszczony w czasie II wojny światowej, rozebrany po 1949 roku.

## Historia
Projekt gmachu sądu powstał w 1873 roku. Wykonany został przez architekta i radcę budowlanego Heinricha Kocha. Za ostateczne dopracowanie projektu i jego akceptację odpowiadał architekt i urzędnik budowlany Heinrich Ludwig Alexander Herrmann. Budowa gmachu sądu trwała w latach 1873–1875. Budynek powstał na planie litery L z frontem zwróconym do Wilhelmstrasse (obecnie Aleje Marcinkowskiego), na rogu z Magazinstrasse (obecnie ul. Solna). Z tyłu budynku sądu powstał kompleks zabudowań więziennych oddzielony od niego podwórzem z założeniem zieleni.
Po zakończeniu I wojny światowej pierwsze rozprawy toczyły się już w 1919 roku, chociaż formalnie sąd rozpoczął funkcjonowanie pod polską administracją dopiero w 1920 roku. W okresie dwudziestolecia międzywojennego gmach był siedzibą Sądu Okręgowego w Poznaniu.

Podczas II wojny światowej w gmachu mieścił się m.in. niemiecki Sąd Krajowy pod kierownictwem Georga Brauna. W 1945 roku czasie walk o wyzwolenie Poznania budynek w następstwie pożaru uległ poważnemu uszkodzeniu. Na posiedzeniu Komisji Architektonicznej 2 marca 1949 roku stwierdzono, że zniszczony w 80% gmach nadaje się do rozbiórki, w trakcie której pozostawiono tylko mury sutereny oraz fundamenty. Zlecenie budowy nowego gmachu wykorzystującego pozostałości murów i fundamentów rozebranego budynku sądu otrzymał architekt Stanisław Pogórski.  

## Opis
Główne wejście do budynku znajdowało się od strony współczesnych Alei Marcinkowskiego w wysuniętym nieznacznie ryzalicie bramnym umieszczonym pośrodku piętnastoosiowej fasady. Do środka prowadziły masywne drzwi z pilastrami po obu stronach zdobionymi płaskorzeźbami przedstawiającymi dzikich mężów i powyżej umieszczonymi akroterionami. Nad wejściem ulokowano pięć okien łączonych razem arkadami z filarami. Całości dopełniał fronton z akroterionami po bokach i na wierzchołku. W tympanonie widniał herb II Rzeszy dzielący na pół szarfę z łacińskim napisem Suum Cuique. Nad wejściem górowała figura Temidy i figura Nemesis przedzielone attyką. Na narożnikach gmachu ustawiono rzeźby gryfów. Od strony współczesnej ul. Solnej zaprojektowano jedenastoosiową fasadę z drugim wejściem umieszczonym pośrodku. Trójosiowy ryzalit na północno-zachodnim narożniku budynku także otrzymał fronton z akroterionami. W tympanonie umieszczono natomiast wyobrażenie Meduzy.